# Kirill Sosunov
Kirill Olegovič Sosunov (rusky Кирилл Олегович Сосунов, * 1. listopadu 1975) je ruský atlet, který se specializuje na skok daleký. Je mistrem Evropy z roku 1998.

## Sportovní kariéra
Dvakrát startoval na olympiádě – v roce 2000 i 2004 nepostoupil do finále. V roce 1997 získal nejprve stříbrnou medaili na halovém mistrovství světa a poté bronzovou medaili na mistrovství světa pod širým nebem. O rok později se stal v Budapešti mistrem Evropy. Ze stejného roku pochází jeho osobní rekord 838 centimetrů (halový rekord 841 centimetrů vytvořil o rok dříve.